# Хомонимија
Хомонимија је лексичка релација две лексеме које припадају истој граматичкој врсти речи, подударне су форме, а значења су им различита и неповезана. Може се сврстати у семантичке феномене, јер једина семантичка веза међу хомонимима је међусобна искључивост.
“Хомонимија је постојање и могућност постојања двају или више диверзних семантичких садржаја у формално, по спољашњем изгледу, истом облику.” Диверзни семантички садржај је однос између двају или више семантичких садржаја, који се не могу један са другим довести ни у какву семантичку везу, ни што се сема тиче, ни што се мотивационих асоцијативних веза тиче. Формално исти облик је облик, чије се спољашње карактеристике (морфолошке и прозодијске), поклапају са неким већ постојећим обликом у лексичком систему. Хомонимија није системска појава, хомоними у лексичком систему нису међусобно повезани. 
Данко Шипка хомонимију схвата као појам укључен у амбигвитет. Идентичност форме посматра веома широко, што за последицу има издвајање много врста хомонимије, хомонимности и хомонимичности. Као узроке хомонимије наводи: 1. распад некадашње полисемантичке структуре; 2. преузимање страних лексема; 3. творба речи; 4. скраћивање; 5. фонетске промене; 6. атракција; 7. народна етимологија.

## Типови хомонимије
Већина аутора који су се бавили лексичком хомонимијом разликују четири врсте хомонимије: праву хомонимију, хомоморфију, хомографију и хомотонију. Неки, пак, у хомониме убрајају само праве или пуне хомониме, док остале сматрају језичким појавама сличним хомонимији.
1. Права, пуна (потпуна) хомонимија је однос између лексема које се подударају у свим граматичким облицима у писаном и говорном тексту. На пример: нанула (врста обуће) и нанула (покр. певница у цркви)
2. Хомоморфија је лексичка хомонимија лексема које се подударају само у неким граматичким облицима. На пример: број (именица) и број (императив од глагола бројати).
3. Хомографија је лексичка хомонимија лексема које су исте у ортографији, а различите у ортоепији. (нпр. лук и лук).
4. Хомотонија је лексичка хомонимија лексема које се подударају само у говору (нпр. Потцртати и поцртати.[4]

## Хомонимија у речницима
Простор у речницима се штеди да би остало што више простора за дефиниције и примере. Сва остала објашњења дају се најчешће у облику скраћеница. Хомонимија се бележи формалним поступком који се по лексикографској терминологији назива степеновање обележавање одговарајућих индекса изнад хомонимичних одредница у речнику). На пример: замрзнути1 – учинити да се нешто претвори у лед и 
замрзнути2 – осетити мржњу према некоме, нечему.

## Хомонимија и полисемија
Веома је битно, али и веома тешко, разграничити и раздвојити хомонимију од полисемије. Хомоними су речи које нису ни у каквој значењској вези, речи које се случајно (коинциденцијом), односно стицајем историјских промена разних речи, или савременим фонетским променама међусобно подударају по облику, док се под полисемијом подразумева вишезначност лексеме. 
Много је начина које истраживачи предлажу за одређивање да ли су у питању две различите лексеме или је реч о полисемији. 
- Језичко осећање. Недостатак је непоузданост.
- Етимолошки критеријум. Уколико је заједничко порекло лексема, ради се о полисемији, а уколико им је етимологија различита - налазе се у хомонимском односу. Многи лексиколози не прихватају овај критеријум као валидан. Даринка Гортан-Премк истиче да су и хомонимија и полисемија факта језичке синхроније, зато са синхронијског становишта треба и наћи везу између две семантичке јединице да би се оне сматрале полисемијом, а етимологија је помоћно мерило.
- Синонимски критеријум. Заснива се на тези да уколико су две лексеме хомоними имаће различите синониме. Неприхватљив је зато што различите синониме имају и два различита значења исте лексеме.
- Граматички критеријум.. Уколико се граматички облици две лексеме разликују, реч је о хомонимији. Критеријум је непоуздан за разликовање хомонимије и полисемије, али њиме се могу утврдити врсте хомонима.
- Антонимски критеријум. Ако лексеме имају различите антониме, значења су хомонимна.
- Други коришћени начини, али ипак непоуздани, су: синтагматски критеријум, критеријум превођења, творбени критеријум, синтаксички критеријум, дистрибутивни критеријум итд.[4]
- Најпрецизнији начин разликовања полисемије од хомонимије би био комбинација семантичког и творбеног критеријума, као и језичког осећања. Значења лексема се најпре разлажу на семе, а затим се упоређују семске структуре двеју јединица.